# The House of Tomorrow
The House of Tomorrow è un film del 2017 diretto da Peter Livolsi ed interpretato da Asa Butterfield e Alex Wolff.  Il film è basato sull'omonimo romanzo di Peter Bognanni.  È il debutto alla regia di Livolsi.

## Trama
Sebastian Prendergast vive con la nonna Josephine in una antiquata località turistica chiamata House of Tomorrow. La solitaria vita del ragazzo cambia rapidamente stringe amicizia con Jared Whitcomb, un giovane punk con un problema cardiaco, e sua sorella Meredith. Decisoa ribellarsi, Sebastian prende in mano una chitarra e decide di unirsi a Jared per formare un gruppo punk rock.

## Produzione
Il film è stato girato nel Minnesota.
I co-protagonisti Ellen Burstyn e Nick Offerman sono stati produttori esecutivi del film.

## Accoglienza

### Incassi
Girato con un budegt di 8,6 milioni di dollari, il film ne ha incassati al botteghino 6,9 milioni.

### Critica
Il film ha una valutazione del 74% su Rotten Tomatoes, sulla base di 35 recensioni con un punteggio medio di 6,27/10. Colin Covert dello Star Tribune ha assegnato al film quattro stelle. Leah Greenblatt di Entertainment Weekly ha classificato il film con una B. Jeffrey M. Anderson di Common Sense Media ha assegnato al film tre stelle su cinque. Sia Susan Wloszczyna di RogerEbert.com che Barbara VanDenburgh di The Arizona Republic hanno assegnato al film tre stelle. Wes Greene di Slant Magazine ha assegnato al film due stelle e mezzo su quattro. Joe Friar di The Victoria Advocate ha assegnato al film tre stelle su quattro.

## Riconoscimenti
- 2017 – San Francisco International Film Festival
  - Candidatura al Golden Gate Award a Peter Livolsi
- 2017 – Napa Valley Film Festival
  - Miglior sceneggiatura a Peter Livolsi